# Microcalicha praeoptata
Microcalicha praeoptata är en fjärilsart som beskrevs av Louis Beethoven Prout 1932. Microcalicha praeoptata ingår i släktet Microcalicha och familjen mätare. Inga underarter finns listade i Catalogue of Life.